# Quận Todd, Kentucky
Quận Todd là một quận thuộc tiểu bang Kentucky, Hoa Kỳ.
Quận này được đặt tên theo John Todd, người thiệt mạng trong trận Blue Licks năm 1782.. Theo điều tra dân số của Cục điều tra dân số Hoa Kỳ năm 2000, quận có dân số 11.971 người. Quận lỵ đóng ở Elkton.6

## Địa lý
Theo Cục điều tra dân số Hoa Kỳ, quận có diện tích 976 km2, trong đó có 3 km2 là diện tích mặt nước.